# Ioannis Chrysafis
Ioannis Chrysafis (griechisch Ιωάννης Χρυσάφης, * 1873; † 12. Oktober 1932) war ein griechischer Turner, Mitglied im Verein Ethnikos Gymnastikos Syllogos.

## Olympia 1896 Athen
Chrysafis nahm an den Turnwettbewerben der olympischen Sommerspiele 1896 in Athen teil. Er war Mitglied der griechischen Barrenmannschaft und holte mit dem Team eine Bronzemedaille.